# Stoubtsy
Stoubtsy (bielorruso: Сто́ўбцы) o Stolbtsý (ruso: Столбцы́) es una ciudad subdistrital de Bielorrusia, capital del distrito homónimo en la provincia de Minsk.
En 2023, la ciudad tenía una población de 17 640 habitantes.
Se ubica junto al río Niemen, a medio camino entre Minsk y Baránavichi, junto a la autovía M1 y sobre su vía secundaria P2. Las carreteras M1 y P2 se cruzan aquí con la carretera P54, que une Niasvizh con Valozhyn.

## Historia
Se conoce la existencia de la localidad desde el siglo XVI, cuando era un miestelis llamado "Sverzhna", propiedad de la familia noble Slushki en el Gran Ducado de Lituania. En el primer tercio del siglo XVII adoptó su topónimo actual. En 1655, durante la guerra ruso-polaca, las tropas rusas incendiaron la localidad y asesinaron a más de la mitad de la población; para recuperar la zona, en 1669 se otorgaron a Stoubtsy privilegios para organizar mercados y ferias. A principios del siglo XVIII, el asentamiento volvió a ser destruido en la gran guerra del Norte, pero tuvo una rápida recuperación bajo la dirección de su nuevo propietario Stanisław Ernest Denhoff. En 1728 el señorío fue adquirido por la casa noble Czartoryski, que consiguió que en 1729 la localidad adoptara el Derecho de Magdeburgo.
En la partición de 1793 se integró en el Imperio ruso, que organizó la localidad como el centro administrativo de un vólost en el uyezd de Minsk. En 1799 se construyó un puente sobre el río Niemen, que facilitó las comunicaciones del asentamiento. Los Czartoryski siguieron siendo los propietarios hasta 1831, cuando las tierras les fueron confiscadas por haber apoyado el Levantamiento de Noviembre. Entre 1863 y 1864, la localidad fue también activa en el Levantamiento de Enero, por lo que en 1868 el gobierno ruso convirtió forzosamente el templo católico local en uno ortodoxo ruso. Comenzó a desarrollarse como poblado ferroviario en 1871, cuando se abrió a 2 km una estación en la línea de Minsk a Brest. Según la Paz de Riga de 1921, se integró en la Segunda República Polaca como localidad fronteriza con la RSS de Bielorrusia; en 1939 fue anexionada por esta última, que en 1940 le reconoció su actual estatus de ciudad. En 1977 se amplió su territorio al incorporar como barrio al hasta entonces pueblo de Akínchytsy.